# Icarosaurus
Icarosaurus (betekent 'Icarus hagedis') is een geslacht van uitgestorven kuehneosauride reptielen uit de Lower Lockatong-formatie uit het Laat-Trias (Norien) van New Jersey.

## Kenmerken
Het is nauw verwant aan hagedissen en de tuatara. Gebaseerd op een gedeeltelijk skelet dat een deel van de staart, enkele ribben, een hand en delen van de achterpoten mist, was het een klein dier, ongeveer tien centimeter lang van de schedel tot de heupen. Net als zijn verwante Kuehneosaurus was hij in staat om korte afstanden te zweven met behulp van 'vleugels' bestaande uit per zijde tien zeer langwerpige ribben bedekt met huid. Deze glijdende membranen zouden een bol bovenoppervlak en een hol onderoppervlak hebben gehad, waardoor een eenvoudige aërodynamische structuur werd gecreëerd die zeer geschikt is voor zweven. Deze methode van zweven wordt ook gezien bij Coelurosauravus en de moderne Draco, die geen van beide nauw verwant zijn aan Icarosaurus.

## Ontdekkingsgeschiedenis
Het enige bekende fossiele skelet dat zeker toebehoort aan Icarosaurus werd in 1960 gevonden in North Bergen, New Jersey door Alfred Siefker, destijds een tiener, die het exemplaar tegenkwam tijdens het verkennen van een steengroeve. Siefker bracht het exemplaar naar wetenschappers van het American Museum of Natural History in New York voor identificatie en preparatie. Het werd beschreven door paleontoloog Edwin Harris Colbert in 1966, die het Icarosaurus siefkeri noemde. De geslachtsnaam verwijst naar Icarus, in de Griekse mythologie de eerste vliegende mens. De soortaanduiding is ter ere van Siefker. Het holotype was AMNH 2101.

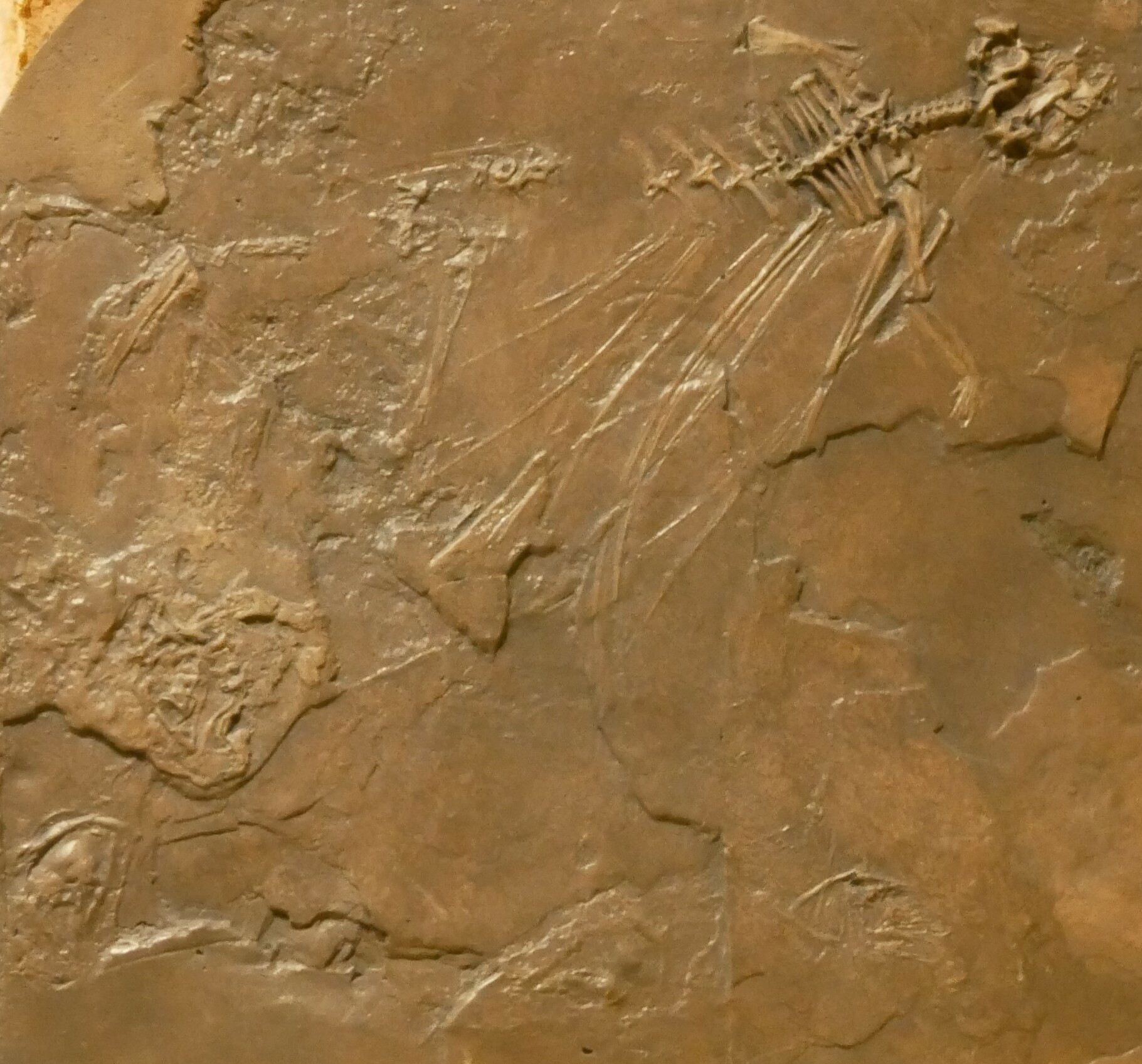
Afgietsel van het holotype

Het fossiel bleef tot eind jaren 1980 in de collectie van de AMNH. In 1989 nam Siefker het exemplaar terug, dat hij het volgende decennium in een privécollectie bewaarde. In 2000 verkocht Siefker het fossiel op een veiling in San Francisco via het veilinghuis Butterfield & Butterfield, ondanks de bezorgdheid van paleontologen dat de verkoop het exemplaar onbruikbaar zou kunnen maken voor wetenschappelijk onderzoek. Het fossiel werd voor 167 000 dollar, slechts de helft van de geschatte waarde, verkocht aan Dick Spight uit Californië. Datzelfde jaar schonk Spight het Icarosaurus-holotype terug aan de AMNH, waar het op 7 oktober 2000 werd tentoongesteld.